# Fraxinus xanthoxyloides
Fraxinus xanthoxyloides — вид квіткових рослин з родини маслинових (Oleaceae).

## Опис

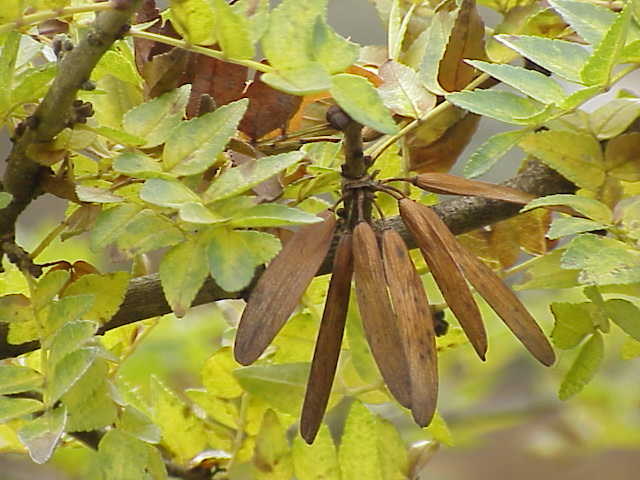

Це кущ чи невелике дерево до 7 метрів заввишки. Гілочки гладкі й циліндричні. Листки 8–12 см, іноді лише 2 см на кущових гілочках; ніжка листка 1–1.5 см; листочків (5)7–11(13)), сидячі чи майже так; листочкові пластинки від яйцювато-ланцетної до вузько-еліптичної форми, (0.5)3–4(5.5) × 0.5–1.5 см, голі, за винятком білої запушеної абаксіальної (низ) основи середньої жилки, край городчастий, верхівка тупа чи гостра. Цимозні волоті бічні на гілках минулого року, ≈ 5 см. Квітки полігамні, з'являються раніше листя. Віночок відсутній. Тичинкові квітки без чашечки. Двостатеві квітки з маленькою чашечкою, стійкою в плодах. Крилатка довгасто-лінійна, 30–50 × ≈ 5 мм. Квітує у квітні, плодить у жовтні. 2n = 46.

## Поширення
Ареал: Афганістан, Китай (Тибет), Пакистан.
Росте на сухих схилах у долинах; на висотах від 1000 до 2800 метрів.

## Використання
У Пакистані тверда, біла і дрібнозерниста деревина використовується для рукояток інструментів і палиць. Листя використовують як корм. Ця порода також використовується на дрова і вважається пріоритетною породою соціально-економічного значення. Різні частини Fraxinus xanthoxyloides традиційно використовуються для лікування внутрішніх ран, переломів кісток, болю, жовтяниці, малярії та пневмонії. Цей вид ясена вважається декоративним і культивується в Європі.